# Елвін Джонс (хокеїст)
Елвін Бернард Джонс (англ. Alvin Bernard Jones, 17 серпня 1917, Оуен-Саунд — 23 серпня 2007, Тампа) — канадський хокеїст, що грав на позиції захисника.

## Ігрова кар'єра
Професійну хокейну кар'єру розпочав 1935 року.
Протягом професійної клубної ігрової кар'єри, що тривала 21 рік, захищав кольори команд «Торонто Мейпл-Ліфс», «Детройт Ред-Вінгс» та низки інших клубів нижчих північноамериканських ліг.
Загалом провів 62 матчі в НХЛ, включаючи 12 ігор плей-оф Кубка Стенлі.